# 薄生魮脂鯉
薄生魮脂鯉，為輻鰭魚綱脂鯉目脂鯉亞目脂鯉科的其中一個種，為熱帶淡水魚，分布於南美洲 亞馬遜河上游流域，體長可達2.6公分，棲息在底中層水域，生活習性不明。

## 扩展阅读
- 維基物種上的相關：薄生魮脂鯉